# Zoran Stojadinović
Zoran Stojadinović (* 25. April 1961 in Belgrad) ist ein ehemaliger serbisch-jugoslawischer Fußballspieler und -funktionär, der mittlerweile als Spielervermittler tätig ist.

## Sportlicher Werdegang
Stojadinović entstammt der Jugend des FK Roter Stern Belgrad, schaffte aber beim Traditionsverein nicht den Sprung in den Erwachsenenbereich. Daher schloss er sich 1979 dem OFK Belgrad an, wo der Offensivspieler aber ebenso wenig regelmäßig zum Zug kam wie beim NK Rijeka als nächster Station. 1981 wechselte er daher zu Galenika Zemun in die zweite jugoslawische Liga. Unter Trainer Ivan Čabrinović erreichte er mit der Mannschaft das Halbfinale im Pokalwettbewerb 1981/82, in dem gegen den Ex-Klub Roter Stern das Aus kam. Im Sommer schaffte die Mannschaft den Sprung in die höchste Spielklasse, musste aber als Schlusslicht der Spielzeit 1982/83 direkt wieder absteigen. Nach einem Jahr in der zweiten Liga wechselte er innerhalb der zweiten Liga zurück zum OFK Belgrad und feierte mit dem Klub 1985 den Wiederaufstieg in die erste Liga.
1986 wechselte Stojadinović im Alter von 25 Jahren ins Ausland, wo er sich dem österreichischen Klub Admira Wacker anschloss. In der Spielzeit 1986/87 erzielte er 13 Saisontore während der regulären Spielzeit und stand damit hinter dem doppelt so erfolgreichen Toni Polster gleichauf mit Hans Krankl und Peter Pacult auf dem zweiten Rang der Torschützenliste. Daher verpflichtete der SK Rapid Wien den Stürmer für die folgende Spielzeit. Hier wusste er direkt zu reüssieren und krönte sich mit insgesamt 27 Saisontoren vor seinem vormaligen Mitspieler Walter Knaller zum Torschützenkönig der österreichischen Bundesliga. Insbesondere mit zehn Toren in der Meisterschaftsendrunde führte er den Klub zur Meisterschaft in der Spielzeit 1987/88.
Im Sommer 1989 schloss Stojadinović Österreich sich dem spanischen Klub RCD Mallorca an, den er jedoch nach nur einer Halbserie in der Primera División in Richtung Royal Antwerp FC verließ. Ab 1990 spielte er für Deportivo La Coruña in der Segunda División und stieg mit dem Klub am Ende der Spielzeit 1990/91 als Vizemeister hinter Aufsteiger Albacete Balompié in die höchste spanische Spielklasse auf. Dort kam er jedoch kaum zum Einsatz, so dass er beim Zweitligisten UE Figueres seine Laufbahn ausklingen ließ.
Nach dem Ende der aktiven Laufbahn arbeitete Stojadinović als Spielervermittler und verhalf serbischen Spielern beim Wechsel ins Ausland, insbesondere nach Spanien. Zeitweise war er zudem im Management bei Roter Stern Belgrad tätig, im Februar 2014 wurde er als Sportdirektor dort entlassen entlassen.